# Епархия Хаэна
Епархия Хаэ́на (лат. Dioecesis Giennensis, исп. Diócesis de Jaén) — католическая епархия латинского обряда, расположенная в провинции Хаэн, Испания.

## История
Современная епархия Хаэна основана в 1249 году, хотя до мусульманского вторжения в VIII веке на территории современной провинции Хаэн существовала христианская епархия с центром в городе Баэса.
После арабского завоевания Испании Хаэн почти пять веков пребывал под властью арабов. Город был отвоёван в ходе Реконкисты королём Фернандо III в 1246 году. Тремя годами позже было провозглашено создание Хаэнской епархии, по политическим мотивам новым центром епархии стал именно Хаэн, а не Баэса. Кафедра Баэсы стала с того момента титулярной. По данным на 2014 год её занимал польский викарный епископ Пельплина Веслав Шмигель.
Первым кафедральным собором Хаэна стала бывшая мечеть. Впоследствии она многократно перестраивалась и расширялась, пока не обрела к XVIII веку черты ренессансной базилики.

## Современное состояние
Епархия объединяет приходы провинции Хаэн и является суффраганной по отношению к архиепархии Гранады. С 2005 года епархию возглавляет епископ Рамон дель Ойо Лопес. Кафедральным собором епархии служит собор Успения Девы Марии в Хаэне. Сокафедральный собор — собор Успения Девы Марии в Баэсе. Почётный титул малой базилики присвоен двум церквям, обе расположены в городе Хаэн — базилика Нуэстра-Сеньора-де-ла-Кабеса и базилика Святого Ильдефонсо.
По данным на 2006 год епархия насчитывала 655 тысяч католиков, 199 приходов и 303 священника.